# Nils Backlund
Nils Robert Backlund, född 25 oktober 1896 i Stockholm, död 3 december 1964 i Stockholm, var en svensk affärsman, vattenpolospelare och idrottsledare. 
Nils Backlund var son till grosshandlaren Simon Backlund. Från 1936 innehade han en vinagentur i Stockholm. Backlund var under omkring 15 år Sveriges bästa forwards i vattenpolo och blev särskilt känd för sin skjutförmåga. Han deltog i tre olympiska spel, vann svenska mästerskapen fyra gånger 1925-1932 och deltog i tretton landskamper. Backlund kom även att anlitas som idrottledare, 1929-1932 var han ordförande och 1932-1957 vice ordförande i SK Neptun. Han invaldes 1921 i Svenska simförbundets styrelse och valdes 1934 till ledamot av Svenska gymnastik- och idrottsföreningarnas riksförbunds överstyrelse.
Han blev olympisk bronsmedaljör 1920.